# Amanita daucipes
Amanita daucipes es una especie de hongo de la familia Amanitaceae del orden de los hongos Agaricales. Este hongo, que se encuentra exclusivamente en Norteamérica, puede reconocerse en el campo por sus sombreros blancos, de tamaño mediano a grande, con tintes naranja pálido, y por la densa cobertura de verrugas cónicas pulverulentas de color naranja pálido o marrón rojizo en la superficie del sombrero. El hongo también tiene un bulbo grande característico en la base de su tallo con una base de raíces cortas y romas, cuya forma sugiere los nombres comunes de lepidella pie de zanahoria, amanita pie de zanahoria o amanita pie de nabo. El hongo tiene un fuerte olor que ha sido descrito como "dulce y nauseabundo", o comparado con un hueso viejo de jamón o jabón. Se desconoce la comestibilidad de la especie, pero el consumo de especies pertenecientes al subgrupo Lepidella de Amanita es arriesgado.

## Taxonomía
La Amanita daucipes fue descrita por primera vez en 1856 por los micólogos Miles Joseph Berkeley y Camille Montagne, que la denominaron Agaricus daucipes. Más tarde, Pier Andrea Saccardo le cambió el nombre a Amanitopsis daucipes, en 1887. En 1899, el micólogo estadounidense Curtis Gates Lloyd trasladó la especie al género Amanita. Se encuentra en la sección Lepidella del género Amanita, en el subgénero Lepidella, una agrupación de hongos Amanita emparentados caracterizados por sus esporas amiloides. Otras especies norteamericanas de este subgénero son A. abrupta, A. atkinsoniana, A. chlorinosma, A. cokeri, A. mutabilis, A. onusta, A. pelioma, A. polypyramis, A. ravenelii y A. rhopalopus. Sus nombres comunes incluyen la "Amanita pie de zanahoria", la "Amanita pie de nabo", o la "Lepidella pie de zanahoria". El epíteto específico daucipes significa "pie de zanahoria".

## Descripción
Los sombreros de los cuerpos frutales tienen inicialmente una forma convexa antes de aplanarse en la madurez, y miden de 6 a 25 cm de diámetro. La superficie del sombrero es de seca a brillante, de color blanco con un tono naranja pálido. Está densamente cubierto de verrugas cónicas de color blanco a naranja pálido o marrón rojizo. Las verrugas, restos del velo universal, se distribuyen aleatoriamente por la superficie del sombrero y se vuelven más esponjosas y algodonosas (floculentas) cerca del borde del sombrero. Los especímenes más secos pueden tener la superficie del sombrero completamente agrietada alrededor de las bases de las verrugas individuales.

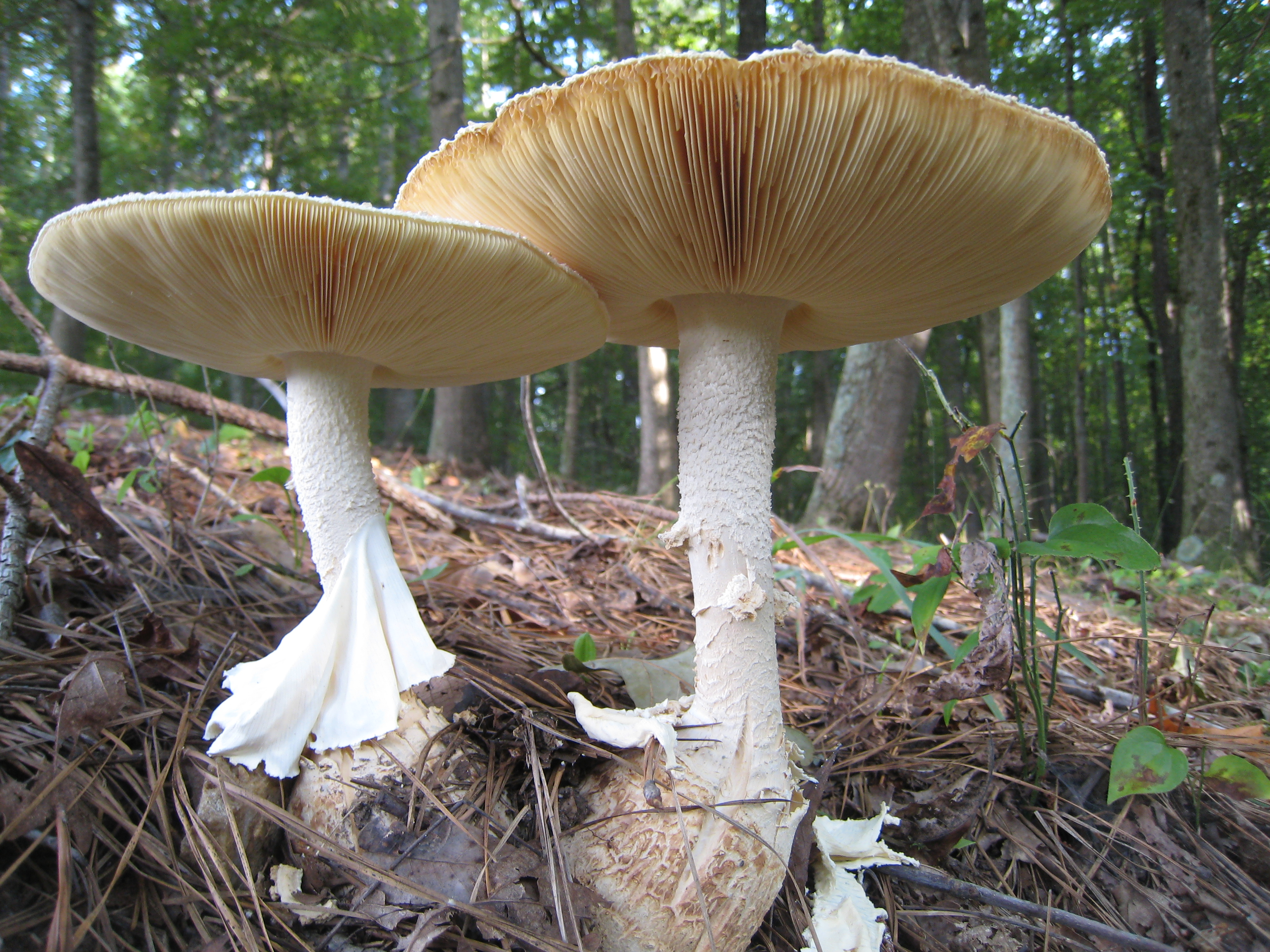
Los especímenes adultos tienen el sombrero casi plano.

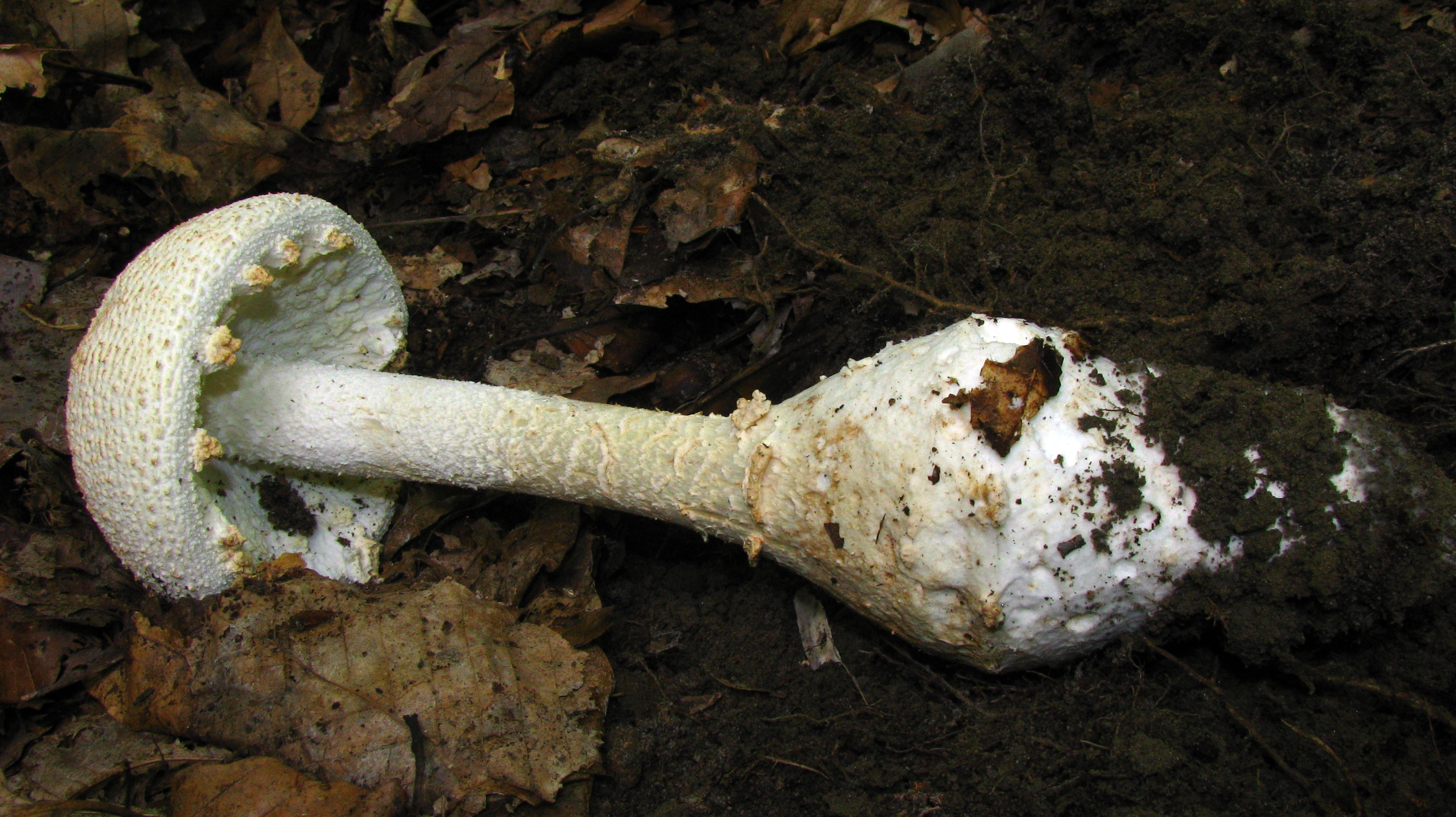
El bulbo basal tiene forma de huso o de nabo y se enraíza en el suelo.

Las verrugas cónicas son detersiles, lo que significa que pueden retirarse fácilmente de la superficie del sombrero sin dejar residuos ni cicatrices. El borde del sombrero no tiene estrías y, al igual que otros miembros de Lepidella, puede tener restos irregulares de velo que cuelgan de él. Los tallos son libres, muy juntas, moderadamente estrechas y de color blanco a blanco amarillento. Las láminas cortas que no se extienden desde el tallo hasta el borde del sombrero (conocidas como lamélulas) son redondeadas o atenuadas (se estrechan gradualmente) y de longitud variable.
El tallo mide de 7,5 a 20 cm de largo, de 0,8 a 2,5 cm de grosor, y está unido al centro del sombrero. Se estrecha ligeramente hacia el ápice, y es sólido, seco, blanco o a veces con un tinte naranja pálido, y cubierto de mechones de pelos lanosos suaves. Si se toca, el tallo se magulla lentamente y se decolora hasta alcanzar aproximadamente el mismo color que el sombrero. El tamaño del bulbo basal es grande, de hasta 15 por 12 cm (6 por 4 1⁄2 pulgadas), y tiene forma de huso o de nabo. El bulbo tiene una cresta circular en la parte superior, donde antes estaba adherido el velo universal, y puede presentar hendiduras longitudinales. Está cubierto de restos de velo de color rosáceo a rojizo. El velo parcial forma un anillo efímero en la parte superior del tallo. Es de color blanco a amarillo pálido y suele desprenderse a medida que el sombrero se expande; a menudo pueden encontrarse fragmentos del anillo tirados en el suelo cerca de la base del tallo. Los restos del velo universal, cuando están presentes, son similares a los del sombrero. La carne es firme y blanca. Los cuerpos fructíferos tienen un olor que es fuerte y desagradable, descrito como "dulce y nauseabundo". El olor también se ha comparado con el de "un hueso de jamón viejo o jabón" o "proteína en descomposición", especialmente los especímenes más viejos.

### Características microscópicas
Observadas en depósito, como con una impresión de esporas, las esporas de A. daucipes son de color blanco, crema o amarillento. Vistas al microscopio, tienen una forma entre elipsoide y alargada (a veces arriñonada o reniforme), y unas dimensiones de 8-11 por 5-7 μm. Son translúcidas (hialinas), con paredes finas y amiloides, lo que significa que absorben yodo cuando se tiñen con el reactivo de Melzer. Los basidios (las células portadoras de esporas) miden 30-50 por 7-11 μm, tienen forma de garrote y 4 esporas, con pinzas en sus bases. Los cistidio son células abundantes, pequeñas, entre esféricas y en forma de garrote, con unas dimensiones de 15-40 por 10-28 μm. La cutícula del sombrero tiene un grosor de entre 75 y 180 μm, y consiste en una capa densa de hifas de paredes finas, entrelazadas y ligeramente gelatinizadas que tienen un diámetro de 2-5 μm. Las conexiones en pinza están presentes en las hifas de esta especie.

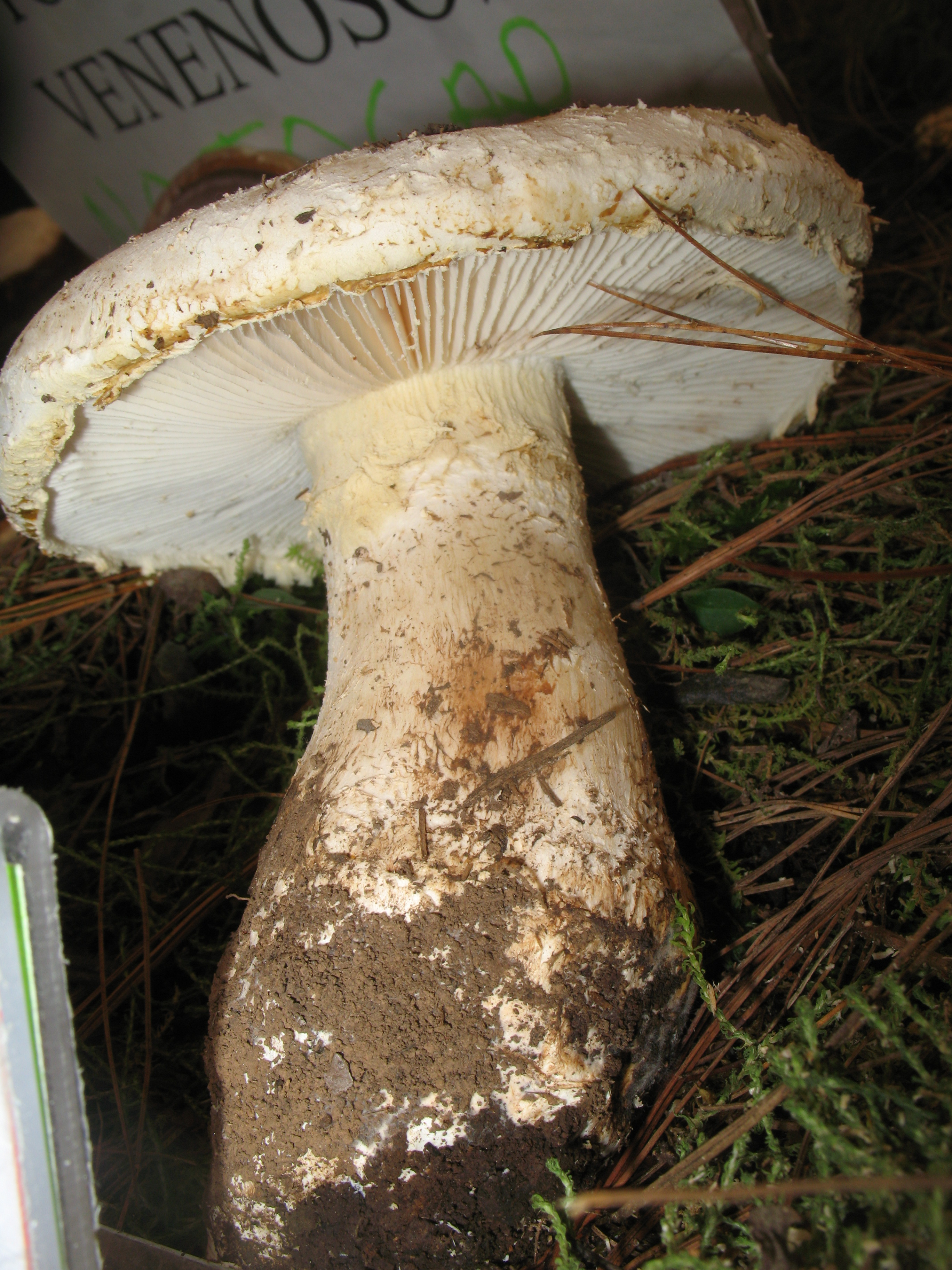
A. chlorinosma, un posible parecido.

### Especies similares
A. daucipes es superficialmente similar a otra especie norteamericana de la familia, la lepidella clorinosa (A. chlorinosma), pero puede distinguirse de esta última por su color y el gran bulbo basal. Además, A. daucipes tiene "escamas volvaladas más duras y definidas que están teñidas de amarillo anaranjado a marrón anaranjado o marrón rojizo claro".

## Distribución y hábitat
A. daucipes es una especie micorrícica, y sus cuerpos fructíferos pueden encontrarse creciendo aislados o dispersos en el suelo en bosques mixtos de coníferas y caducifolios (especialmente los dominados por robles) en Maryland, Carolina del Norte, Nueva Jersey, Ohio, Pensilvania, Tennessee, Virginia, Virginia Occidental, Kentucky, y Texas; otras especies arbóreas relacionadas son el nogal americano (género Carya) y el abedul (Betula). Se ha observado una predilección por los suelos alterados, como los bordes de las carreteras. La autoridad en Amanita, Cornelis Bas, en su extensa monografía de 1969 sobre el género, afirmaba que A. daucipes era una especie rara; investigaciones posteriores han demostrado que es común en los bosques de robles del este de Estados Unidos. El extremo sur de su distribución se extiende hasta Sonora (México).

## Toxicidad
Se desconoce si A. daucipes es comestible, pero no se recomienda su consumo porque la sección Lepidella de Amanita también contiene varias especies venenosas.